# Бебето
Жозе Роберто Гама де Оливеира, познатији као Бебето, (рођен 16. фебруара 1964. у Салвадору, Бразил) је фудбалер који је играо на месту нападача. Освојио је титулу светског првака са репрезентациом Бразила 1994. године и титулу светског вицешампиона 1998. године.
Каријеру је почео 1983. године у Виторији, након које је играо за Фламенго, Васко де Гаму и Ботафого у Бразилу. У Европи је играо за Депортиво ла Коруња и ФК Севиља у Шпанији, за Торос Неза у Мексику, Кашима Антлерс у Јапану и Ал Итихад у Саудијској Арабији. Каријеру је завршио 2002. године.
За репрезентацију Бразила је одиграо 75 утакмица и постигао 39 голова. У репрезентацији је дебитовао 1985. године. Његов син, Матеус, професионални је фудбалер.